# 居昌郡
居昌郡（：／ Geochang gun */?）是大韓民國慶尚南道西北部的一個郡，郡廳位於居昌邑。居昌郡的面積有804.14㎢，人口有63,828人(2007年2月統計)。郡的西北部與全羅北道相鄰，東北部與慶尚北道相接。

## 行政區劃
- 居昌邑 (거창읍)
- 加北面 (가북면)
- 加祚面 (가조면)
- 高梯面 (고제면)
- 南上面 (남상면)
- 南下面 (남하면)
- 馬面 ()
- 北上面 (북상면)
- 神院面 (신원면)
- 熊陽面 (웅양면)
- 渭川面 (위천면)
- 主尚面 (주상면)

| 邑・面 | 法定里                                                                                               |
| ------ | --- |
| 居昌邑 | 中央里、大坪里、東辺里、加旨里、西辺里、陽坪里、松亭里、鶴里、正荘里、章八里、上林里、金川里、大東里 |
| 主尚面 | 渠基里、内吾里、南山里、道坪里、連橋里、玩坮里、聖基里                                               |
| 熊陽面 | 汗基里、君岩里、山圃里、老玄里、東湖里、新村里、竹林里                                               |
| 南上面 | 五渓里、屯洞里、茂村里、春田里、壬仏里、松辺里、大山里、月坪里、剪尺里、真木里                       |
| 南下面 | 芝山里、大也里、屯馬里、梁項里、武陵里                                                               |
| 加祚面 | 基里、場基里、一釜里、石岡里、士屏里、水月里、馬上里、道里、大楚里、東礼里                           |
| 加北面 | 夢石里、朴岩里、龍山里、龍岩里、中村里、海坪里、牛恵里                                               |
| 高梯面 | 鳳山里、弓項里、開明里、鳳渓里、農山里                                                               |
| 馬利面 | 下高里、月渓里、末屹里、迎勝里、皐鶴里、大東里、栗里                                                 |
| 渭川面 | 姜川里、上川里、茅東里、棠山里、南山里、場基里、黄山里                                               |
| 北上面 | 昌善里、蘇井里、月星里、農山里、葛渓里、並谷里、山水里                                               |
| 神院面 | 清水里、陽地里、徳山里、水院里、苽亭里、九士里、大峴里、臥龍里、中楡里                               |

## 沿革
居昌郡早在信史前已有人居住，當時是三韓中的居陀國，後來成為了伽耶的一部份。
- 1937年：居昌面昇格成為居昌邑。
- 1973年7月1日：咸陽郡安義面的一部份被編入南上面

## 交通

### 高速道路
- 88奧林匹克高速道路
  - 居昌交匯處 - 加祚交匯處 - 居昌維修處

## 旅遊
- 德裕山國立公園

## 物產
- 居昌蘋果

## 友好城市
- 谷城郡 （1998年）
- 江東區 （1999年）
- 中国高邮市 （2005年）
- 影岛区 （2006年）
- 寿城区 （2006年）
- 瑞草區 （2007年）

## 外部連結
- 居昌郡廳官方网站 （页面存档备份，存于）